# Maximilian Beyer
Maximilian Beyer (Nordhausen, 28 december 1993) is een Duits baan- en wegwielrenner die anno 2018 rijdt voor Heizomat rad-net.de.
Beyer werd samen met Lucas Liss, Christopher Muche en Kersten Thiele derde op het WK baanwielrennen. In de ploegenachtervolging moesten ze enkel de Britten en Australiërs laten voorgaan. 
In 2012, op amper 18-jarige leeftijd, behaalde hij op het EK zilver op de ploegenachtervolging. Samen met Theo Reinhardt, Lucas Liss en Henning Bommel verloren ze de finale met ruim drie seconden van het Russische viertal.

## Baanwielrennen

### Palmares
| Jaar     | DK                                          | EK                   | WK                   | Overig                                                               |
| Junioren | Junioren                                    | Junioren             | Junioren             | Junioren                                                             |
| -------- | ------------------------------------------- | -------------------- | -------------------- | -------------------------------------------------------------------- |
| 2010     |                                             |                      | Ploegenachtervolging |                                                                      |
| 2011     | Puntenkoers, Achtervolging                  |                      |                      |                                                                      |
| Elite    |                                             |                      |                      |                                                                      |
| 2012     | Scratch, Omnium, Ploegenachtervolging       | Ploegenachtervolging |                      |                                                                      |
| 2013     | Omnium, Scratch, Achtervolging, Puntenkoers |                      |                      |                                                                      |
| 2014     | Ploegkoers, Ploegenachtervolging            |                      |                      |                                                                      |
| 2015     | Ploegenachtervolging                        |                      | Puntenkoers          | WB Cali: Omnium Dublin: Scratch                                      |
| 2016     | Ploegenachtervolging, Omnium                |                      |                      | Oberhausen: Puntenkoers Dublin: Scratch Manchester: Scratch, Scratch |
| 2017     | Ploegkoers, Omnium, Puntenkoers, Scratch    | Puntenkoers          |                      |                                                                      |
| 2018     |                                             |                      |                      |                                                                      |
| 2019     | omnium                                      | Ploegkoers           |                      |                                                                      |

## Wegwielrennen

### Overwinningen
2014
3e etappe Ronde van Berlijn
2016
2e en 3e etappe Bałtyk-Karkonosze Tour
1e etappe Ronde van Mazovië
2017
3e etappe Bałtyk-Karkonosze Tour
Auer · Baldauf · Baumgarten · Beyer · Grasmann · Herzele · Kolb · Kopfauf · Leopold · Meier · Pöll · Salzmann · Trettwer · Vergaerde · Vermeulen
Beyer · Frahm · Groß · Haller · Hollmann · Lampater · Liß · Nolde · Reinhardt · Reutter · Rohde · Schomber · Treubel · Tschernoster · Weinstein